# 北半球

北半球

北半球（英語：Northern Hemisphere），是指地球赤道以北的半球。
地球上大部份的陸地（亞洲大部份、歐洲全部、非洲北半部、北美洲全部、南美洲極北部）及人口都在北半球。在北半球，冬季通常是12月至2月，夏季通常是6月至8月，與南半球四季相反。
北半球的海洋有北太平洋、北大西洋及北冰洋。
在北半球，朝南向陽。

## 地理及氣候環境
根據地球的轉軸傾角，北半球的冬天是始於冬至（約12月22日），結束於三月分點（約3月20日）；夏天是始於夏至（約6月21日），結束於九月分點（約9月21日）。
北半球最北端的地區即是北極圈，北極則是北極圈的北端。其季節大略上可以分為嚴寒的冬天和寒冷的夏天，溫度平均上來說都較其他區域低。北極在冬天會遇到太陽連續一日或以上都在地平線以下的情況，稱為極夜；夏天則會遇到太陽連續一日或以上都在地平線以上的情況，稱為極晝。這種情況在北極圈內至少約持續一日，接近極端的區域則能持續至幾個月。
在北極圈以南、北回歸線以北的區域則是北半球的溫帶區域，其溫度變化和北極區域比起來相對的和緩，較不常有極度的冷熱現象。但是，這種緩和的氣候也容易發生難以預測的氣象。
北半球的熱帶區域（北回歸線以南、赤道以北）的氣候則往往是全年炎熱的天氣。一般情況下，其夏天為雨季，冬天則為旱季。北太平洋在六月時，典型的夏季天氣已發展至顛峯狀態，由於半永久性的高壓此時已經擴張，故東亞一帶會盛行西南季風。
在北半球，穿過或在地平面以上的大型物體會受到科里奧利力的影響而照逆時鐘的方向移動。大型的氣流或洋流在北半球也會如此，而北太平洋和北大西洋的洋流就是最好的例子。在南半球，方向則剛好相反。

## 人口
北半球人口約66億人，約為地球總人口73億人的90%。

## 參看
- 南半球
- 東半球
- 水半球
- 西半球
- 陸半球